# Amphoe Nong Saeng (Udon Thani)
Amphoe Nong Saeng (Thai: อำเภอ หนองแสง) ist ein Landkreis (Amphoe – Verwaltungs-Distrikt) in der Provinz Udon Thani. Die Provinz Udon Thani liegt im Isan, der Nordostregion von Thailand.

## Geographie
Benachbarte Landkreise (von Westen im Uhrzeigersinn): die Amphoe Nong Wua So, Mueang Udon Thani, Kumphawapi und Non Sa-at in der Provinz Udon Thani, sowie Amphoe Khao Suan Kwang der Provinz Khon Kaen.

## Geschichte
Das Gebiet des heutigen Landkreises Nong Saeng war ursprünglich Teil des Amphoe Kumphawapi. Am 1. Januar 1981 wurde es zum Unterbezirk (King Amphoe) gemacht, der seinerzeit aus zwei Tambon und 27 Dörfern bestand. Das Verwaltungsgebäude wurde am 1. Januar 1983 im „Dorf 3“ des Tambon Nong Saeng eröffnet.

## Verwaltungseinheiten

### Provinzverwaltung
Amphoe Nong Saeng ist in vier Gemeinden (Tambon) unterteilt, die wiederum in 38 Dorfgemeinschaften (Muban) eingeteilt sind.
| Nr. | Name Tambon  | Thai    | Muban | Einw. |
| --- | ------------ | ------- | ----- | ----- |
| 1.  | Nong Saeng   | หนองแสง | 08    | 4.609 |
| 2.  | Saeng Sawang | แสงสว่าง | 08    | 7.411 |
| 3.  | Na Di        | นาดี     | 11    | 6.533 |
| 4.  | Thap Kung    | ทับกุง    | 11    | 8.401 |

### Lokalverwaltung
Es gibt zwei Kleinstädte (Thesaban Tambon) im Landkreis:
- Saeng Sawang (Thai: เทศบาลตำบลแสงสว่าง), bestehend aus Teilen des Tambon Saeng Sawang,
- Na Di (Thai: เทศบาลตำบลนาดี), bestehend aus dem gesamten Tambon Na Di.

Es gibt außerdem drei „Tambon Administrative Organizations“ (TAO, องค์การบริหารส่วนตำบล – Verwaltungs-Organisationen) für die Tambon im Landkreis, die zu keiner Stadt gehören.